# St. Michael (Degerndorf)

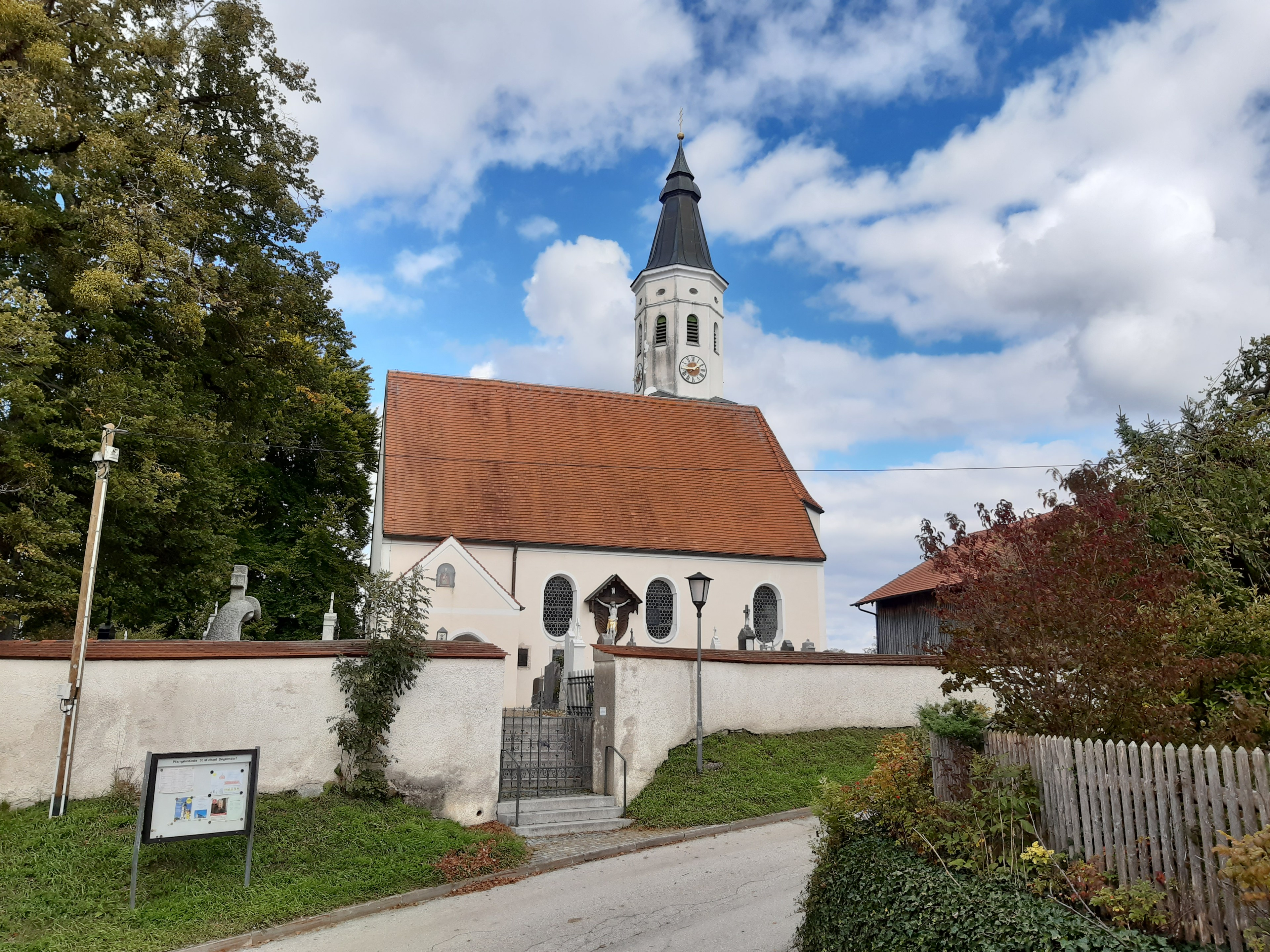
St. Michael in Degerndorf

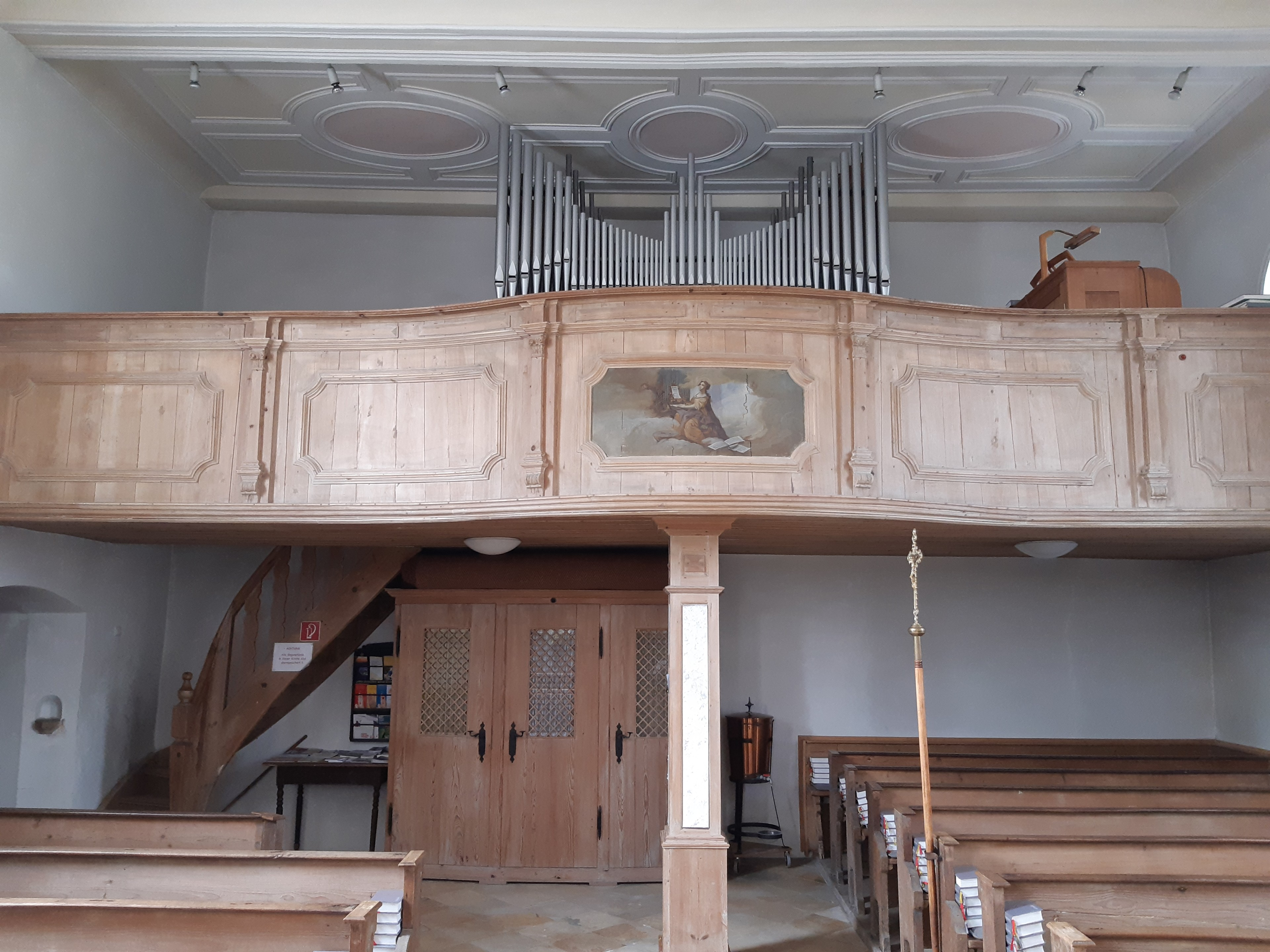
Empore mit Orgel und Gemälde

Die römisch-katholische Pfarrkirche St. Michael  besteht aus einem barocken Saalbau mit leicht eingezogenem Chor und nördlichem Turm. Sie wurde in Degerndorf, einem Gemeindeteil von Münsing im oberbayerischen Landkreis Bad Tölz-Wolfratshausen von 1619 bis 1634 wohl unter Einbeziehung eines mittelalterlichen Kerns im Auftrag des Propstes des Klosters Beuerberg erbaut. In den Jahren 1702 und 1726 wurde sie barockisiert. Das Bauwerk ist denkmalgeschützt.

## Beschreibung
Die Saalkirche besteht aus einem Langhaus, einem dreiseitig geschlossenen Chor im Osten und einem Chorflankenturm auf quadratischem Grundriss an der Nordwand des Chors, in dessen Erdgeschoss sich eine Sakristei und ein Oratorium befinden. 
Die Kirche wurde im 19. Jahrhundert mit einem achteckigen Turm, der die Turmuhr und den Glockenstuhl beherbergt, aufgestockt und mit einem spitzen Helm bedeckt. 

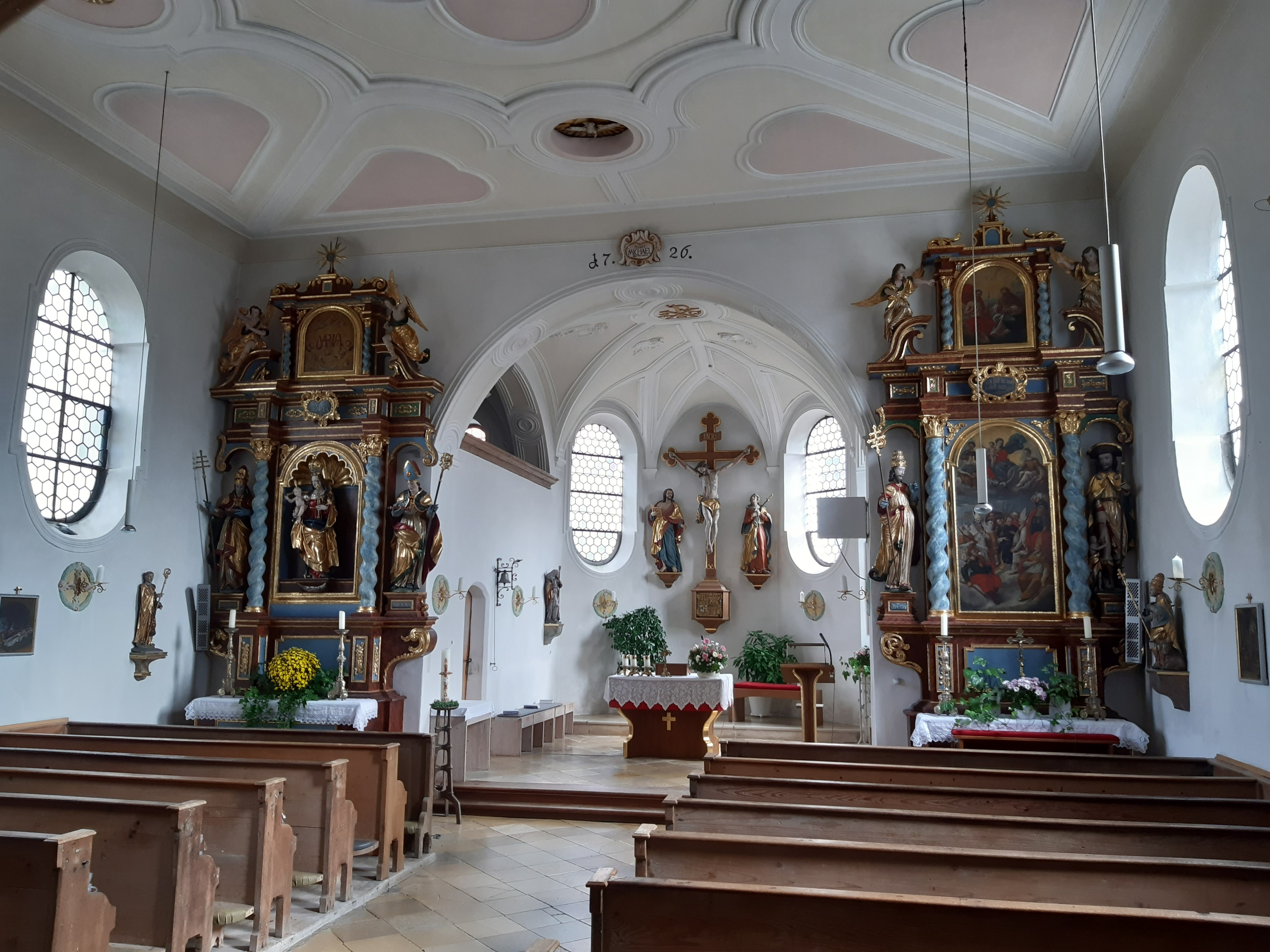
Innenraum

Die Seitenaltäre flankieren den Chorbogen.
Der Innenraum des Langhauses ist mit einer Flachdecke überspannt. Der Hochaltar im Chor wurde entfernt.
Das Bauwerk ist beim Bayerischen Landesamt für Denkmalpflege in der Liste der Baudenkmäler in Münsing unter der Nr. D-1-73-137-38 eingetragen. Die Kirche gehört zum Erzbistum München und Freising.

## Gedenktafeln
Es wird an die Opfer des Naziregimes erinnert. Die Route des Todesmarsches von Dachau nach Waakirchen führte über Degerndorf.

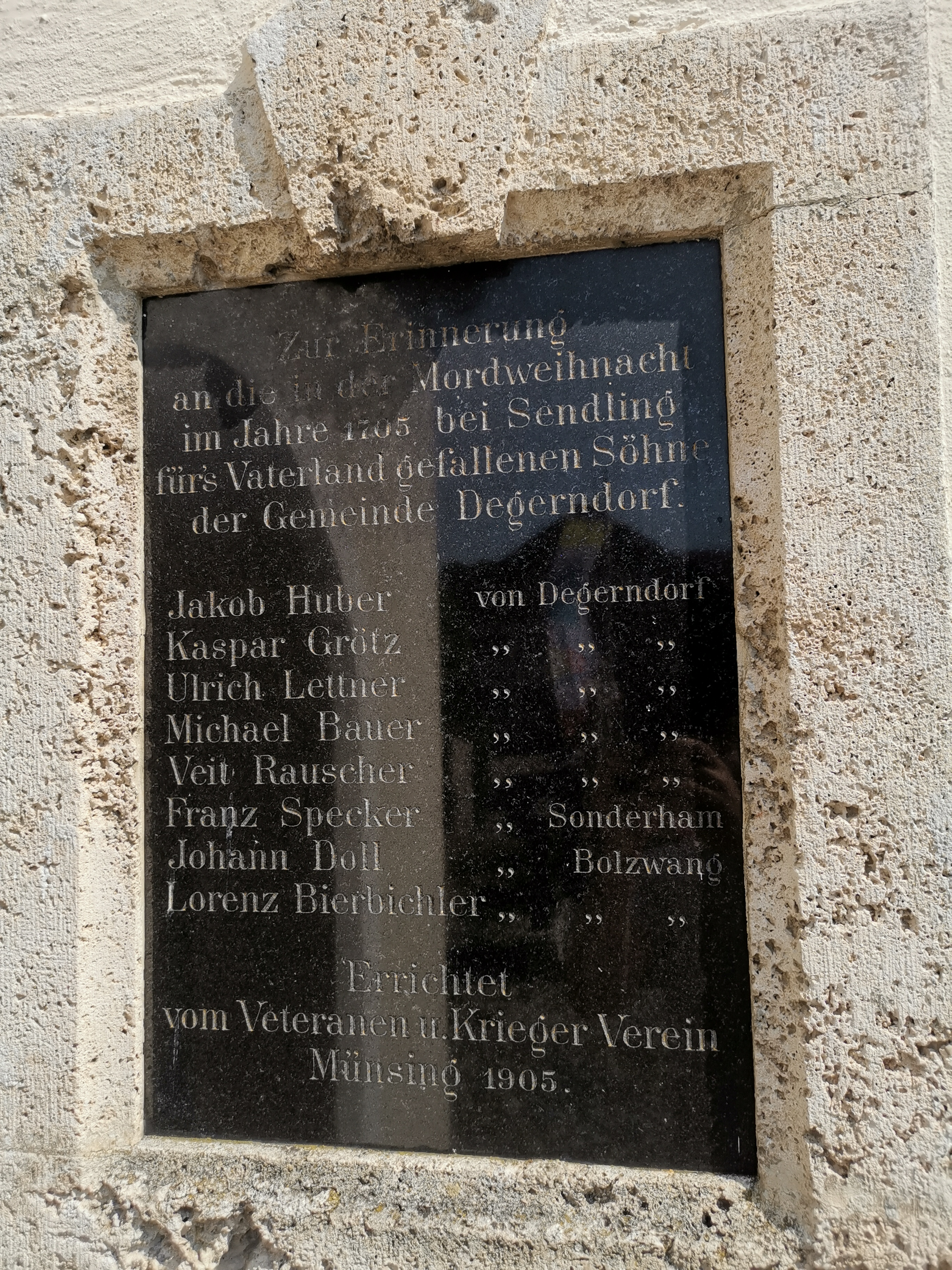
St. Michael (Degerndorf)

Auch wird an die acht Degerndorfer Opfer der Sendlinger Mordweihnacht erinnert.